# Talking Tom & Friends
 (mars 2023).
Pour la série d'animation, voir Talking Tom and Friends (série).
Talking Tom & Friends, Talking Tom et ses amis au Québec, anciennement Talking Friends puis écrit Talking Tom and Friends, est une franchise de l'entreprise Outfit7 de jeux de simulation d'interactions avec des animaux de compagnie.
En août 2015, six variantes du jeu existent : Talking Tom, Talking Angela, Talking Ginger, Talking Ben, Mon Talking Hank, et Talking Pierre. Quinze applications sont présentes dans Talking Tom & Friends.

## Personnages

Ancien logo de Talking Tom and Friends utilisé de 2014 à 2021

### Tom (Talking Tom)
Talking Thomas "Tom" est un protagoniste dans la franchise Talking Tom & Friends. Tom est un farceur, chat anthropomorphique à la recherche de l'aventure, décrit comme « le chat le plus populaire du monde ».
Tom est un chat qui aime s'amuser et prendre des risques. Il fait partie de l'entreprise Tom et Ben et est la star des applications. Talking Tom est un personnage interactif entièrement en animation 3D. Les utilisateurs peuvent interagir avec lui en le chatouillant, en le piquant et en jouant avec lui via les applications. Ils peuvent également faire répéter des phrases ou des mots à Tom. L'application originale Talking Tom a été lancée en juillet 2010 pour iOS, suivi de près par Talking Tom 2 en 2011.
L'application Mon Talking Tom a été lancée en novembre 2013. Cette application interactive permet aux utilisateurs d'élever leurs propres Tom, en passant du chaton à un chat adulte, de s'occuper de lui et de personnaliser sa fourrure, les vêtements et la maison.

### Angela (Talking Angela)
Talking Angela est la petite amie de Talking Tom dans la série. Elle est une élégante chatte qui adore voyager et chanter, elle est perçue comme autoritaire. Les vidéos musicales YouTube avec Angela sont très populaires, elles totalisent des millions de vues.
L'application chatbot Talking Angela a été publiée en décembre 2012 pour iOS, et en janvier 2013 pour Android. Il existe également une application Mon Talking Angela. Tout comme Mon Talking Tom, l'utilisateur fait évoluer sa propre chatte Angela en la faisant grandir du stade de chaton à l'âge adulte. Contrairement à Mon Talking Tom, Ma Talking Angela est plus réaliste.

#### Canular
En février 2013, Talking Angela fait l'objet d'un canular Internet, affirmant que le jeu encourage les enfants à divulguer des informations personnelles sur eux-mêmes, ce qui serait utilisé par des pédophiles pour identifier leur lieu de vie. La rumeur, qui a été largement diffusée sur Facebook, affirme qu'Angela, le personnage principal du jeu, demande les renseignements personnels à l'enfant en utilisant la fonction de tchat du jeu (cette fonction est désactivée lorsque le « mode enfant » est actif). D'autres versions de la rumeur accusent l'application d'être dirigée par un réseau de pédophiles.
La rumeur a été démentie par Snopes.com peu de temps après. Les propriétaires du site, Barbara et David Mikkelson, déclarent avoir essayé de « demander » à l'application de leur poser des questions d'ordre privé, mais qu'ils avaient échoué. Si on active le mode enfant, Angela ne demande pas le nom de l'utilisateur, l'âge et les préférences personnelles afin de déterminer les sujets de conversation. Il est également impossible pour une personne de prendre le contrôle de ce qu'Angela dit dans le jeu, puisque l'application est basée sur un logiciel de chatbot.

##### Renaissance en 2014
Le canular est relancé un an plus tard, toujours sur Facebook, impliquant cette fois-ci la société de sécurité Sophos. L'employé de Sophos Paul Ducklin écrit sur le blog de l'entreprise que le message posté sur Facebook était mal écrit, avec des phrases incorrectes et incompréhensibles. Bruce Wilcox, l'un des programmeurs du jeu, attribue la popularité du canular au fait que le programme de Talking Angela est très réaliste.
Cependant, la véritable préoccupation qui est soulevée est que le mode enfant est peut-être trop facile à désactiver par les enfants, et, s'ils le font, ils peuvent acheter des « pièces de monnaie », qui peuvent être utilisées comme monnaie dans le jeu, par le biais d'iTunes. La désactivation du mode enfant permet également l'ouverture de la fonctionnalité de tchat, qui, si elle ne permet pas « la connexion de vos enfants à des pédophiles », soulève tout de même des préoccupations, selon Stuart Drague, un journaliste de The Guardian. En mode conversation, Angela demande des informations telles que le nom de l'utilisateur.

##### Impact
La peur a fortement contribué à la popularité du jeu, et l'a conduit dans le top 10 des applications iPhone gratuites. Le canular est devenu largement diffusé dès février 2014 et l'application est devenue la 3e plus populaire des applications iPhone au début du mois suivant.

### Ginger (Talking Ginger)
Talking Ginger est un chaton anthropomorphique de sept ans appréciant s'amuser. Il est présenté comme le neveu de Tom. Talking Ginger fait ses débuts en décembre 2011 dans l'application Père Noël & Ginger. Sa propre application, Talking Ginger, a été publié en août 2012. L'application a pour but de transformer le rituel du coucher et du brossage de dents en « une aventure amusante pour toute la famille ».

### Ben (Talking Ben)
Talking Benjamin "Ben" est un chien brun gruncheux et râleur et c'est meilleur ami de Tom (malgré leur chamaillries). Dans Talking Ben c'est un vieux chien a la retraite et il adore la chimie et la science. Il apparaît dans d'autres applications tels que Talking Tom & Ben News où il présente les informations ou encore dans Talking Tom 2 lorsqu'il embête Tom.

### Hank (Talking Hank)
Talking Hank est un chien bleu et blanc avec des yeux bruns. Il est bête, paresseux, gourmand, solidaire et très naïf. Il est apparu pour la première fois dans Mon Talking Hank en 2017 puis dans les jeux suivants.

### Becca (Talking Becca)
Talking Rebecca "Becca" Sparkles (Becca Paillettes dans la version française) est une lapine noire qui est apparue pour la première fois en 2019 dans le neuvième épisode de la saison 4 de la série Talking Tom and Friends intitulé "Qui est Becca ?". Elle ensuite fait sa première apparition dans les applications depuis Mon Talking Tom - Amis.

### Gina (Talking Gina)
Gina est une girafe qui est apparue dans Talking Gina et dans la web série Talking Friends. Elle n'est plus jamais apparue dans la série de jeu.

### Pierre (Talking Pierre)
Pierre est un perroquet vert qui est apparu dans Talking Pierre et dans la web série Talking Friends. Il n'est plus jamais apparu dans la série de jeu depuis également.

### Larry (Talking Larry)
Larry est un oiseau qui est uniquement apparu dans Talking Larry et dans la web série Talking Friends. Il n'est plus jamais apparu depuis lui aussi.

## Autres produits dérivés
La franchise a produit plusieurs produits dérivés en parallèle des applications Talking Tom et Angela ont fait un single en duo intitulé « You Get Me » en partenariat avec Walt Disney Records. Talking Angela a aussi fait une chanson intitulée That's Falling in Love et une autre intitulé Stand By Me avec Talking Tom, elle-même basée sur la chanson au même nom de Ben E. King.

## Réception
Mon Talking Tom possède plus d'1 milliards de téléchargements et avait été première dans le top des applications les plus téléchargées dans 135 pays pendant 10 jours depuis sa sortie.